# Hermann Glettler

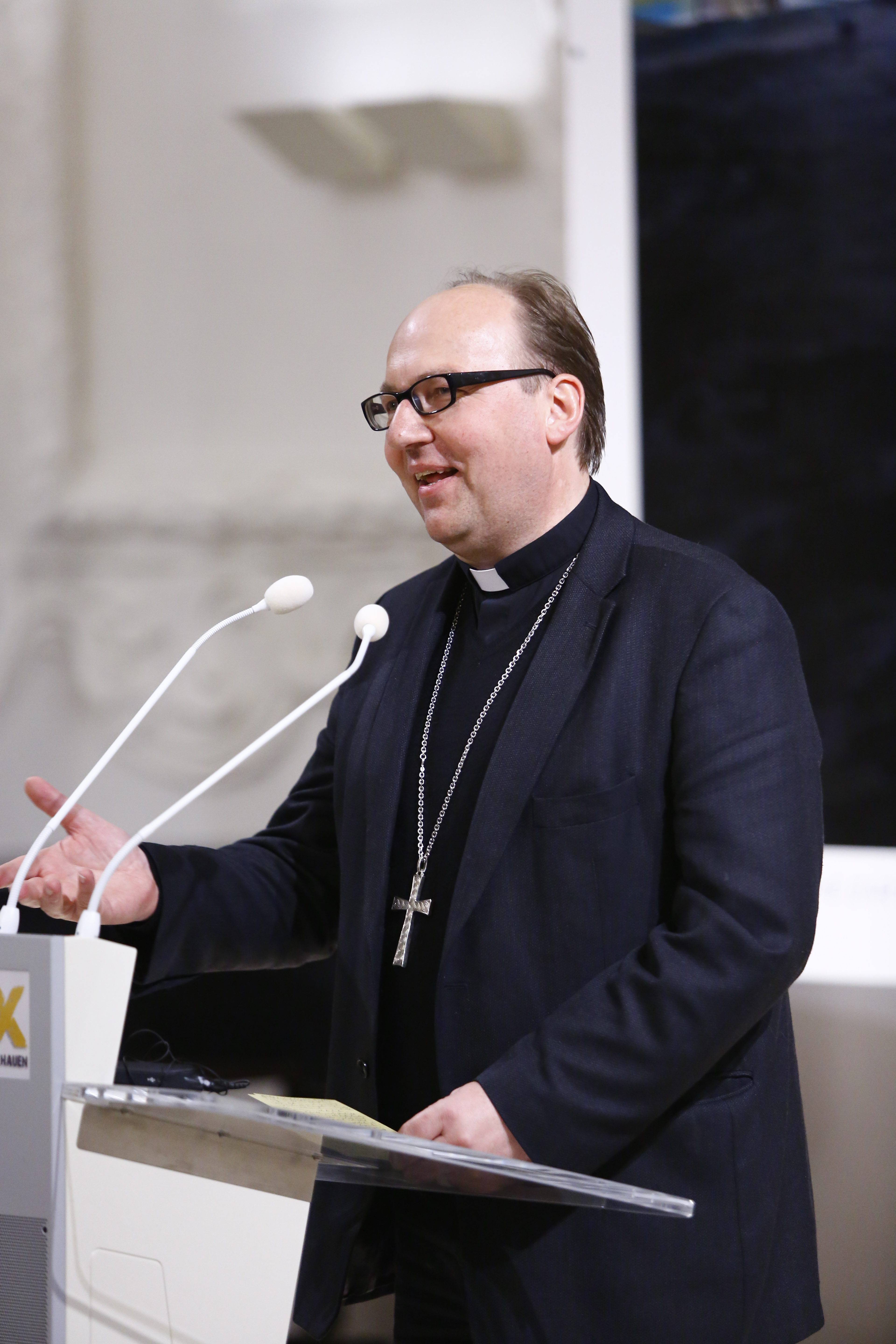
Bischof Hermann Glettler (2018)

Wappen von Hermann Glettler

Hermann Glettler (* 8. Jänner 1965 in Übelbach, Steiermark) ist ein österreichischer Geistlicher, Künstler und Kunstvermittler. Er ist seit 2017 römisch-katholischer Diözesanbischof von Innsbruck.

## Leben
Hermann Glettler stammt aus der Marktgemeinde Übelbach, am Fuße der Gleinalm nördlich von Graz gelegen, und wuchs mit seinen vier Geschwistern am elterlichen Bergbauernhof in Übelbach auf. Nach dem Besuch des Bischöflichen Gymnasiums in Graz studierte er Theologie und Kunstgeschichte in Graz, Tübingen und München. Am 23. Juni 1991 wurde er zum Priester für die Diözese Graz-Seckau geweiht.
Er ist Mitglied der katholischen Gemeinschaft Emmanuel, die er 1983 in Frankreich kennengelernt hat. Als junger Priester war Hermann Glettler zuerst in der obersteirischen Bezirksstadt Judenburg und dann in einem Pfarrverband in der Südsteiermark tätig. Im Herbst 1999 wurde er von Bischof Johann Weber zum Pfarrer im multikulturellen Bezirk Graz-Gries bestellt. Der vielseitige Seelsorger engagierte sich in dem sozial herausgeforderten Stadtteil rund um St. Andrä besonders für sozial Benachteiligte und Asylsuchende. 
Darüber hinaus ist ihm bis heute eine zeitgemäße Vermittlung des christlichen Glaubens ein großes Anliegen. Einige missionarische Aktivitäten im urbanen Raum gehen auf seine Initiative zurück – nicht zuletzt auch die Feier „internationaler Gottesdienste“ und Prozessionen im Stadtraum, an dem sich Gläubige unterschiedlichster Herkunft und Kultur beteiligen. 
Glettler stärkte mit vielen Projekten und Begegnungen die ökumenische Zusammenarbeit und den interreligiösen Dialog in der Steiermark. Im September 2016 wurde er zum Bischofsvikar für die Bereiche Caritas und Neuevangelisierung der Diözese Graz ernannt.

### Bischof
Am 27. September 2017 ernannte Papst Franziskus Hermann Glettler zum Bischof von Innsbruck. Die Bischofsweihe empfing er am 2. Dezember 2017 in der Innsbrucker Olympiahalle durch den Erzbischof von Salzburg, Franz Lackner OFM. Mitkonsekratoren waren sein Amtsvorgänger und nunmehr Bischof von Linz, Manfred Scheuer, und der Bischof von Graz-Seckau, Wilhelm Krautwaschl. In der Österreichischen Bischofskonferenz ist Hermann Glettler Mitglied der Bischöflichen Kommission für Weltmission sowie Referatsbischof für Ehe, Familie und Lebensschutz, Kunst und Kultur und Denkmalschutz sowie Pax Christi Österreich. Neben seiner bischöflichen Aufgabe der Sorge um die spirituelle Erneuerung der Ortskirche von Tirol engagiert sich Bischof Glettler stark im gesellschaftspolitischen Diskurs und in der Vermittlung zwischen Kunst und Kirche. Zur Förderung einer zeitgemäßen Form der Seelsorge wurden 2023 „Pastorale Leitlinien“ von den diözesanen Verantwortlichen und Gremien erarbeitet und von Glettler in Kraft gesetzt.

### Kunst
Glettler ist auch als Künstler und Kunstvermittler bekannt geworden. Seine künstlerische Ausbildung in Malerei erhielt er als Gaststudent bei Rudolf Schoofs an der Kunstakademie Stuttgart (1985 bis 1988). Seine private Homepage listet Einzelausstellungen und Ausstellungsbeteiligungen seit 1999 auf. In der neu gestalteten St.-Hedwigs-Kathedrale in Berlin schuf Glettler 2024 eine bemerkenswerte Kapellengestaltung mit dem Titel "crossfit".
Eine ehrliche Kooperation mit Kunstschaffenden ist für ihn Teil des kirchlichen Auftrags.
Seit seiner Priesterweihe war er in der Kommission für Kunst und Liturgie in beratender Funktion tätig. Besonders konsequent und nachhaltig erwies sich seine konsequente Gastfreundschaft für zeitgenössische Kunst in kirchlichen Räumen. International wahrgenommen wurde seine langjährige Initiative „Andrä Kunst“ in Graz (1999 – 2016), die bis heute seine kuratorische Handschrift trägt.
Auch als Bischof von Innsbruck ist er impulsgebend für den Dialog von Kunst und Kirche tätig. Über Tirol hinaus bekannt wurden die Kunstinterventionen mit zeitgenössischen Kulturschaffenden in der Fastenzeit seit 2018. So gab es bisher u. a. Werke von Manfred Erjautz, Carmen Brucic, Peter Garmusch, Henry Jesuonka, Christian Eisenberger und Herbert Brandl in Innsbrucker Kirchen zu sehen. Als permanente Werke initiierte Glettler: Fotoarbeiten von Heidi Holleis in der Kapelle des Bildungshauses St. Michael, eine Wandinstallation von Peter Kogler in der Innsbrucker Spitalskirche und eine mehrteilige Glasfenstergestaltung von Herbert Brandl in der Osttiroler Kirche St. Johann im Walde.
Im Dezember 2014 wurde die Klanginstallation Expansion of the Universe des Komponisten Rudolf Wakolbinger in der Grazer St.-Andrä-Kirche uraufgeführt. Im Rahmen des Projektes fand ein von Astrid Kury, Präsidentin der Akademie Graz, moderiertes Gespräch zwischen Pfarrer Glettler, dem Atheisten Heinz Oberhummer (Science Busters) (1941–2015) und dem Grazer Künstler Markus Wilfling statt. Thema war Entstehung und Entwicklung des Universums, es wurde ein Streitgespräch um die menschliche Seele, Gott und die Frage, was denn bitteschön vor dem Urknall war – im wechselweisen Respekt unterschiedlicher Auffassungen. Das Gespräch wurde in der Krone bunt eines Sonntags breit publiziert.
Am 27. Juni bis Ende Oktober 2017 zeigte Glettler unter dem Ausstellungstitel „Glettler Privat“ im Verwaltungstrakt des Standorts Süd des LKH Graz Süd-West eigene und andere gesammelte Werke und Versatzstücke aus seiner ehemaligen Wohnung. Seine eigene Webseite listet davor (ab 1990) sechs Einzelausstellungen, in der Steiermark und eine in Zagreb, sowie eine Auswahl an Ausstellungsbeteiligungen (ab 2000) eine davon in Zadar auf.
Aktuell zur Fastenzeit 2023 ließ Glettler die Fotoinstallation „Schweineherz mit Gummiring“ von Peter Garmusch in der Innsbrucker Spitalskirche als Fastentuch aufhängen. Das Fastentuch mit der Fotoinstallation „Tired“ von Carmen Brucic in der Innsbrucker Universitätskirche in der Fastenzeit 2022, welche den unbekleideten Oberkörper eines Queer-Aktivisten aus Georgien, der Halbukrainer ist, zeigte, führte zu kontroversellen Diskussionen.

## Stellungnahmen
Anfang 2018 bezeichnete Glettler den „Tag des Judentums“ als „Lehr- und Lerntag für die Kirche“. Junge Menschen müssten, so Glettler, „als Multiplikatoren die positive Wirkungsgeschichte von ‚Nostra Aetate‘ fortschreiben“. Ende 2020 forderte er, „[j]eder Form des Antisemitismus, in welcher Fratze er versteckt oder offen heute wieder auftaucht, [...] entschieden entgegen[zu]treten“.
Glettler war Anfang Dezember 2020 in den Flüchtlingslagern auf der Insel Lesbos. Seither verlangt er wiederholt ein gemeinsames Engagement der europäischen Bischöfe zugunsten der Opfer dieser humanitären Katastrophe. Gleichzeitig appelliert er kontinuierlich mit Nachdruck an die österreichische Regierung, den Kirchen und Hilfsorganisationen zu gestatten, in Österreich 100 Familien aus dem Flüchtlingslager aufzunehmen.
Zuletzt äußerte er sich am 10. Jänner 2021: „Lesbos und die anderen griechischen Inseln, die eine ähnliche Misere zeigen, sind mittlerweile Synonym für das Versagen einer gemeinsamen europäischen Flüchtlingspolitik. Das ist nicht mehr zu entschuldigen. Es geht um das Schicksal Tausender Menschen. Sie dürfen nicht der Spielball einer europäischen Abschreckungspolitik bleiben. Nach den positiv abgeschlossenen Asylverfahren müssen die Leute fair in Europa verteilt werden. Das wiederholte Argument von den zu fürchtenden Pull-Faktoren verkommt zu einem unerträglichen Gerede, wenn man die Situation vor Ort auch nur annähernd kennt und ernstnimmt.“
Ähnlich hatte er sich schon mehrfach geäußert. Kardinal Schönborn, aber auch die anderen österreichischen Bischöfe haben sich diesem Appell an die österreichische Regierung rund um Weihnachten 2020 angeschlossen.
Im März 2021 bezeichnete Glettler die Entscheidung der Glaubenskongregation, die Segnung gleichgeschlechtlicher Paare sei in der römisch-katholischen Kirche nicht möglich, als „eine Enttäuschung“ für alle, die sich „ein deutlicheres Zeichen der Akzeptanz von homosexuellen Paaren erhofft haben“.

## Theologische Positionen (Auswahl)
Glettler plädiert für die Weihe von Frauen zu Diakoninnen, die Spendung der Kommunion an wiederverheiratete Geschiedene und ist aufgeschlossen für die Weihe verheirateter Männer zu Priestern (Viri probati). Darüber hinaus hält er das Aufgeben des Zölibats langfristig für "nicht ausgeschlossen".

## Auszeichnungen
- 2011: Fritz-Greinecker-Preis für Zivilcourage[24]
- 2016: Hanns-Koren-Kulturpreis des Landes Steiermark für das Projekt „Andrä Kunst“. Er hat es laut Jury „beispielgebend verstanden, Menschen aus seiner multikulturellen Pfarre und weit darüber hinaus mit zeitgenössischer bildender Kunst zu konfrontieren“.[25]
- 2022: Ehrenzeichen des Landes Tirol für die Verdienste um die Diözese Innsbruck.[26]

## Publikationen (Auswahl)
- 2013: Andrä Kunst. Verlag Bibliothek der Provinz, Weitra 2013, ISBN 978-3-99028-279-3.
- 2015: Sakral:Kunst: innovative Bildorte seit dem II. Vatikanischen Konzil in der Diözese Graz-Seckau, gemeinsam mit Heimo Kaindl, Alois Kölbl, Miriam Porta, Johannes Rauchenberger und Eva Tangl, Verlag Schnell & Steiner, Regensburg 2015, ISBN 978-3-7954-3079-5.
- 2018: Die fremde Gestalt: Gespräche über den unbequemen Jesus, gemeinsam mit Michael Lehofer, Styria Verlag, Wien 2018, ISBN 978-3-222-13587-3.
- 2020: Trost: Wege aus der Verlorenheit, gemeinsam mit Michael Lehofer, Styria Verlag, Wien 2020, ISBN 978-3-222-13660-3.
- 2022: Dein Herz ist gefragt: Spirituelle Orientierung in nervöser Zeit. Herder Verlag, Freiburg 2022, ISBN 978-3-451-39678-6.
- 2023: hörgott: Gebete in den Klangfarben des Lebens, mit Zeichnungen von Hans Salcher, Tyrolia-Verlag, Innsbruck 2023, ISBN 978-3-7022-4157-5.